# Зеленский, Александр Николаевич (футболист)
Александр Николаевич Зеленский (17 ноября 1966) — советский и российский футболист, нападающий и полузащитник.

## Биография
Воспитанник ростовского СКА. Тренер Виктор Алексеевич Киктев. В 1985 году начал выступать на взрослом уровне в составе ростовского СКА. В высшей лиге СССР сыграл единственный матч 27 июня 1985 года против «Факела», заменив на 62-й минуте Александра Плошника.
В 1987—1989 годах выступал во второй лиге за таганрогское «Торпедо». В 1990 году вернулся в ростовский СКА, также вылетевший к тому времени во вторую лигу, но спустя полтора сезона снова ушёл в таганрогский клуб. Позднее играл за АПК (Азов).
В сезоне 1993/94 сыграл 3 матча в высшем дивизионе Хорватии за клуб «Пазинка» (Пазин). В 28-летнем возрасте завершил профессиональную карьеру.